# Sindal Kommune
| Strukturdaten       | Strukturdaten    |
| ------------------- | ---------------- |
| Sitz der Verwaltung | Sindal           |
| Fläche              | 241,61 km²       |
| Einwohner           | 9.434 (2004)     |
| Kommune seit 2007   | Hjørring Kommune |

Sindal Kommune war bis Dezember 2006 eine dänische Kommune im damaligen Nordjyllands Amt im Norden Jütlands. Seit Januar 2007 ist sie zusammen mit der “alten” Hjørring Kommune, der Hirtshals Kommune und der Løkken-Vrå Kommune Teil der neuen Hjørring Kommune.